# Caldwellov katalog
Caldwellov katalog (eng. Caldwell Catalogue) je astronomski katalog 109 zvjezdanih skupova, maglica i galaktika namijenjen amaterskim astronomima u promatranju. Popis je prikupio Patrick Moore kao dopunu Messierovom katalogu.
Amaterski su se astronomi služili Messierovim katalogom radi promatranja objekata u dubokom svemiru. Moore je uočio da Messierov popis ne obuhvaća mnoge najsvjetlije objekte dubokog svemira , kao što su Hijade (zvjezdani skup), Ha i Xi (NGC 869 i NGC 884) i galaktiku Kipara  (NGC 253). Moore je također primijetio da jer je Messier prikupio popis svojih promatranja iz Pariza, nije u nj uključio najsvjetlije objekte dubokog svemira vidljive na južnoj polutci, kao što su Omega Centauri (NGC 5139), Centaurus A (NGC 5128), zvjezdani skup Kutija za nakit (Kappa Crucis, NGC 4755) i 47 Tucanae (NGC 104). Moore je sastavio popis 109 objekata radi udovoljavanja uobičajeno prihvaćenom broju Messierovih objekata (110 manje dvostruko zaračunati 102, što je priznao Méchain) te je popis objavljen u Sky & Telescope prosinca 1995. godine.
Moore je za imenovanje popisa uporabio svoje drugo prezime (Caldwell), jer je prvo slovo iz prezimena "Moore" već bilo uporabljeno za Messierov katalog. Natuknice u katalogu označene su s "C" i kataloškim brojem od 1 do 109.
Za razliku od objekata u Messierovom katalogu gdje su ih ugrubo poredali onako kako su vremenski otkrivali Messier i kolege, Caldwell je katalog poredao prema deklinaciji, tako ad je C1 najsjevereniji, a C109 najjužniji, iako su dva objekta (NGC 4244 i Hijade) popisane izvan tog niza. Ispravio je ostale pogreške s izvornog popisa: izvorni je popis netočno poistovjećivao skup S Norma (NGC 6087) kao NGC 6067 i neetočno je označio skup Lambda Centauri (IC 2944) kao skup Gamma Centauri.